# Площадь Батенькова
Пло́щадь Ба́тенькова (с 6 января 1926 года) — площадь города Томска, располагающаяся между улицей Гагарина, переулком Батенькова, Советской улицей.

## История

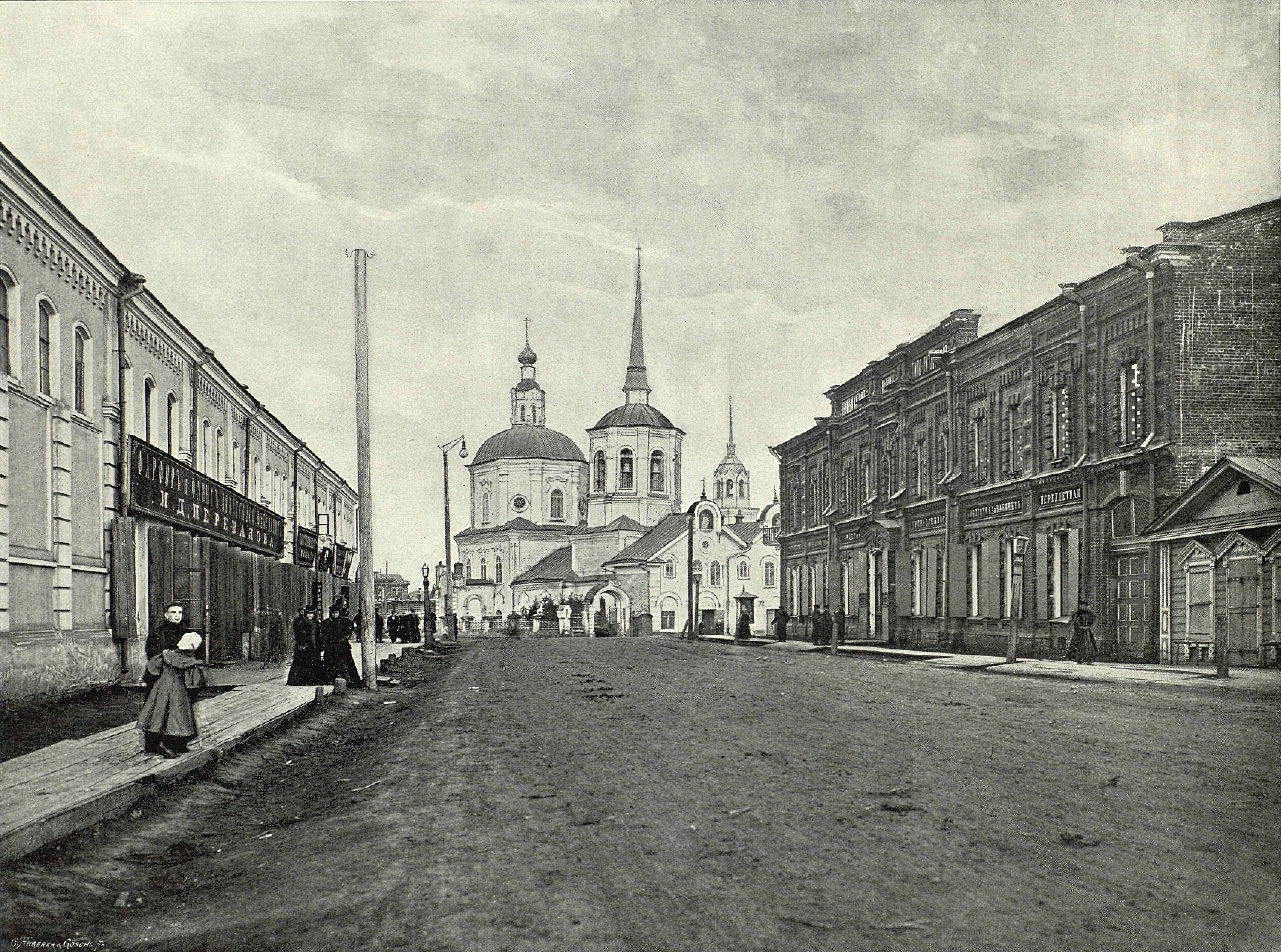
Благовещенский собор и книжный магазин П. И. Макушина, конец XIX века

В 1785 году на площади был заложен, а в 1806 году освящен каменный Благовещенский собор. Главный придел был освящен во имя Благовещения Божией Матери, а второй — во имя Введения во Храм Богородицы. На протяжении нескольких десятилетий (1820—1900) это была главная церковь Томска, и здесь, по преданию, хранилась главная томская святыня — резной иконостас с иконой Троицы ветхозаветной, которой Борис Годунов благословил первостроителей Томска.
По церкви площадь назвалась Благовещенской, а после постройки в 1885—1889 годах Троицкого собора на Новособорной площади — Старособорной.
С 1846 по 1856 год в доме Лучшева, находившемся рядом с Благовещенской церковью, проживал сосланный в Томск декабрист Гавриил Степанович Батеньков.

## Новая история
В 1926 году площадь переименовали в честь Г. С. Батенькова.

В 1934 году Благовещенская церковь была закрыта и вскоре снесена, теперь на этом месте сквер.

Памятник Г. С. Батенькову

В 1949 году на площади было устроено трамвайное кольцо — площадь стала конечной станцией маршрута Томск-1 — площадь Батенькова. В 1950—1956 годах маршрут был продолжен от площади к вокзалу Томск-2.
В 1960 году на площади установлен бюст Г. С. Батенькову (скульптор С.И. Данилин Архивная копия от 14 апреля 2021 на Wayback Machine).